# Hard rock
Hard rock je glasbena zvrst, in sicer podzvrst rocka. Njegove korenine segajo v 60. leta 20. stoletja, razvil se je iz garažnega rocka, blues rocka in psihedeličnega rocka. Značilen je po uporabi distorziranih električnih kitar, bas kitar in bobnov. Termin hard rock se uporablja tudi kot nadpomenka za punk in grunge, da se lažje ločita od mehkejšega, popularnejšega pop rocka.
Za začetnike trdega rocka veljajo glasbene skupine, kot so Led Zeppelin, Black Sabbath in Deep Purple (Združeno kraljestvo) - ter James Gang, Sir Lord Baltimore, Grand Funk Railroad (ZDA).

## Značilnosti
Na razvoj trdega rocka je močno vplival blues, najpogosteje uporabljana lestvica je pentatonika, tipična bluesovska lestvica. Za razliko od tradicionalnega rocka (ki izvira iz »starega« bluesa), je trdi rock značilen po elementih iz »britanskega« bluesa, podzvrsti bluesa, ki uporablja moderne instrumente, kot so električne kitare, bobni, klaviature in električni bas.
Izraz »hard rock« se uporablja za veliko podzvrsti rocka, katerih skupna značilnost je, da se močno razlikujejo od pop rocka, čeprav je ta razločitev v glavnem nepravilna. Primera te nepravilnosti sta grunge in punk rock. Slednji je značilen po hitrejšem tempu in manj riffih.
Najpomembnejši instrument v trdem rocku je električna kitara. V večini skupin zato po navadi igrata dva kitarista; glavni in ritmični kitarist. Glavni igra solo, riffe in fille (kratki instrumentalni odlomki, ki zapolnijo praznino med različnimi sekcijami in premori vokalista ali drugega instrumenta). Ritmični kitarist sodeluje z glavnim, in sicer mu dodaja ritem in harmonijo ritmičnim glasbilom v skupini.
Zelo pomembna je vloga ritem sekcije - basist in bobnar sodelujeta zelo simultano, saj morata dodajati stalen ritem, basist mu dodaja še melodijo. Zelo malo hardrockovskih skladb je izključno instrumentalnih, saj je pevec dodaja skladbi prepoznavnost in obliko. Po navadi je tudi frontman, po katerem je skupina najbolj prepoznavna. Pevec je pogosto tudi instrumentalist, navadno glavni kitarist.

### Razločitev s heavy metalom
V sedemdesetih se je iz hard rocka razvila nova zvrst: heavy metal. Zaradi podobnosti med žanroma se ju velikokrat zamenjuje, predvsem zaradi pionirskih skupin kot so Led Zeppelin, Black Sabbath in Deep Purple, ki so igrale oboje, heavy metal in hard rock, medtem, ko se njihovi posnemovalci, kot npr. AC/DC, Aerosmith, in KISS po navadi štejejo izključno za hard rock, kar nedvomno so - po zvoku, izgledu, načinu igranju, strukturi skladb.
K pogostemu zamenjevanju je prispeval tudi razvoj glam metala v osemdesetih, ki je jemal vplive iz obeh, predvsem pa hard rockovskih skupin kot so: KISS in Led Zeppelin. KISS so se nato usmerili v eksperimentiranje z glam metalom.

## Razlika med hard rockom in heavy metalom
Hard rock ima zvok kitar, kot ga dobimo iz ojačevalca, katerega glasnost je na višku. Heavy metal ima pedale, s katerimi doseže distorzijo. Način igranja bas kitare je veliko bolj razgiban - pri heavy metalu gre za ravno linijo. Isto velja za bobne. Hard rock glasbeni vzorci povsem bazirajo na zvoku kitar Gibson in blues lestvicah. Razlika je v ideologiji (besedila), ikonografiji (oblačenje, izgled), načinu življenja.